# Мнішкі (Великопольське воєводство)
Мнішкі (пол. Mniszki, нім. Klein Münche) — село в Польщі, у гміні Мендзихуд Мендзиходського повіту Великопольського воєводства.
У 1975-1998 роках село належало до Гожовського воєводства.